# After 4
After 4 (After Ever Happy) è un film del 2022 diretto da Castille Landon.
Sequel del film After 3 (2021), la pellicola è l'adattamento cinematografico del romanzo After Ever Happy, arrivato in Italia come After - Amore infinito, scritto da Anna Todd.

## Trama
Hardin e Tessa, dopo aver scoperto che Vance è il vero padre del ragazzo, rimangono a Londra per il matrimonio di sua madre, la quale si scopre avere una relazione proprio con Vance. I due vengono scoperti da Hardin stesso che, traumatizzato e in preda all'ira per aver scoperto la verità, cerca di sfogarsi ubriacandosi e tentando di dar fuoco alla casa di sua madre. Tessa, arrivata al culmine della sopportazione, dà un ultimatum ad Hardin, ma quest'ultimo si rifiuta, sostenendo che i due continueranno ad avere sempre dei problemi e che non saranno mai una coppia felice.
La ragazza fa di tutto per salvarlo, ma non riuscendoci parte per Washington. Arrivata a casa in America, trova il padre morto per overdose nell'appartamento suo e di Hardin ed entra in depressione aggravata; nel frattempo Hardin, mediante le telefonate insistenti di Landon, scopre l'accaduto e la va a trovare, ma Tessa non è più intenzionata a stare con lui, sentendosi in parte in colpa per non averlo aiutato a guarire psicologicamente. All'insaputa di Tessa, Hardin contribuisce alle spese per il funerale del padre; nonostante i due stiano in procinto di riconciliarsi, Tessa rivela ad Hardin di non poter avere figli, decidendo di lasciarlo e di partire per New York con Landon e la sua ragazza Nora per concentrarsi su se stessa.
Cinque mesi dopo Tessa lavora a New York come cameriera, e Hardin pentendosi del suo comportamento, dopo aver trascorso un periodo presso gli Alcolisti Anonimi, la raggiunge nuovamente con la speranza di tornare insieme a lei. Tuttavia, un giorno Tessa scopre che Hardin, da quando l'ha conosciuta, ha scritto a sua insaputa un libro intitolato After che parla proprio della loro storia e che è stato pubblicato poco tempo prima. Tessa, sentendosi nuovamente mancata di rispetto, litiga con Hardin, in quanto vorrebbe che la loro storia venga tenuta privata e che nessuno dovrebbe saperne nulla a parte i diretti interessati. Dopo un breve riappacificamento Tessa decide di chiudere definitivamente con Hardin. Il libro nel frattempo sta riscuotendo un grande successo e Hardin si tiene impegnato con vari incontri, convegni e firmacopie. Durante uno di questi incontri, Tessa raggiunge di nascosto Hardin. Lì, quest'ultimo sembra notarla ma non interrompe il convegno. La ragazza, rattristata, abbandona la stanza,  allontanandosi tra le strade di New York.

## Distribuzione
Il primo trailer del film è stato diffuso 8 aprile 2022. Il film è stato distribuito su Prime Video il 28 settembre 2022.

## Sequel
Nel 2023 è stato pubblicato il quinto e ultimo film della serie, intitolato After 5 - Capitolo finale (After Everything). Il film After 5 è uscito il 04.10.2023 su Prime Video Italia.